# Claude Berger (écrivain)
Pour les articles homonymes, voir Claude Berger (homonymie) et Berger (homonymie).
Claude Berger est un essayiste, romancier et poète français né en 1936.